# Hüseyin
Hüseyin ist ein relativ häufiger türkischer männlicher Vorname arabischen Ursprungs mit der Bedeutung Der kleine Liebling, eigentlich Der kleine Hasan. Die ursprüngliche arabische Form ist Husain bzw. Hussein.

## Namensträger

### Osmanische Zeit
- Amcazade Hüseyin Pascha, Großwesir des Osmanischen Reiches
- Hüseyin Avni Pascha (1819–1876), osmanischer General und Staatsmann
- Hüseyin Hilmi Pascha (1855–1922), Staatsmann, Großwesir des Osmanischen Reiches

### Vorname
- Hüseyin Akbaş (1933–1989), türkischer Ringer
- Hüseyin Aktaş (1941–2012), türkischer Leichtathlet
- Hüseyin Altıntaş (* 1994), türkischer Fußballspieler
- Hüseyin Atalay (* 1991), türkischer Fußballspieler
- Hüseyin Nihal Atsız (1905–1975), türkischer Autor, siehe Nihal Atsız
- Hüseyin Kenan Aydın (* 1962), deutscher Politiker
- Hüseyin Aygün (* 1970), türkischer Rechtsanwalt und Politiker
- Hüseyin Bektaş (* 1961), nordirakischer Chirurg, Autor, Professor an der Medizinischen Hochschule Hannover
- Hüseyin Çağlayan (* 1970), britischer Modeschöpfer, Unternehmer und Künstler türkisch-zypriotischer Herkunft, siehe Hussein Chalayan
- Hüseyin Çakıroğlu (1957–1986), türkischer Fußballspieler
- Hüseyin Çelik (* 1959), türkischer Dozent, Autor und Politiker
- Hüseyin Cevahir (1945–1971), türkischer Gründer einer Untergrundorganisation und Entführer
- Hüseyin Çimşir (* 1979), türkischer Fußballspieler
- Hüseyin Dağ (* 1968), türkischer Fußballspieler und -trainer
- Hüseyin Erdem (* 1949), kurdisch-türkisch-deutscher Schriftsteller
- Hüseyin Göçek (* 1976), türkischer Fußballschiedsrichter
- Hüseyin Gökçe (* 1954), türkischer Journalist und Buchautor
- Hüseyin Ince (* 1972), deutscher Mediziner
- Hüseyin Kalpar (* 1955), türkischer Fußballspieler und -trainer
- Hüseyin Kartal (* 1982), türkischer Fußballspieler
- Hüseyin Avni Mutlu (* 1956), türkischer Politiker
- Hüseyin Rauf Orbay (1881–1964), osmanischer Matrose und Staatsmann, siehe Rauf Orbay
- Hüseyin Saygun (1918–1993), türkischer Fußballspieler und -trainer
- Hüseyin Şimşek (* 1962), türkisch-österreichischer Schriftsteller und Journalist
- Hüseyin Altuğ Taş (* 1996), türkischer Fußballspieler
- Hüseyin Tok (Fußballspieler, 1953), türkischer Fußballspieler und -trainer
- Hüseyin Tok (Fußballspieler, 1988), türkischer Fußballspieler
- Hüseyin Velioğlu (1952–2000), Führer der türkischen Hizbullah
- Hüseyin Yıldırım (* 1928), türkischer Spion
- Hüseyin Yılmaz (1924–2013), US-amerikanischer Physiker türkischer Herkunft
- Hüseyin Zan (1930–2011), türkischer Schauspieler

### Familienname
- Metin Hüseyin (* 1959), britischer Filmregisseur

## Weiteres
- Hüseyin-Avni-Aker-Stadion, Fußballstadion in der türkischen Stadt Trabzon